# Myurella russoi
Myurella russoi é uma espécie de gastrópode do gênero Myurella, pertencente a família Terebridae.